# صحاح العجم
صحاح العجم یا تحفه العشاق، یکی از واژه‌نامه‌های منثور فارسی به ترکی آذربایجانی است که در سال 677 هجری قمری به قلم هندوشاه نخجوانی تالیف شده است. این اثر، بعد از تحفه حسام کهن‌ترین واژه‌نامه فارسی-ترکی است که تاکنون کشف شده است.

## درباره مولف
هندوشاه نخجوانی از منشیان، زبان‌دانان و شاعران قرون هفتم و هشتم هجری است که کتاب صحاح العجم را مطابق نسخه آکسفورد در غروب سه‌شنبه ذی‌الحجه 677 هجری به اتمام رسانده است. در نسخه خطی چنین آمده است:
"تمت الصحاح العجميه بعون ملك الوهاب بحسن التوفيق و التيسرء التي لابد منها لكل طالب الفارسي من الصغير و الكبير في يوم العصر من يوم .... من اخر شهر ذي‌الحجه في تاريخ سنه 677 "

## ساختار و محتوای کتاب
صحاح العجم در دو نسخه کبیر و مختصر تالیف شده است. نسخه کبیر شامل بیش از 11000 واژه و نسخه مختصر حاوی بیش 5000 واژه است.هندوشاه، ابتدا صحاح عجم را در حجم كم تاليف كرده و سال‌های بعد ضمن مراجعه مجدد به اين كار دست به تاليف آن در حجم وسيع‌تر كرده و صحاح عجم كبير را در حجم بزرگ‌تر به يادگار گذاشته است. درمورد زمان تاليف نخست و تاليف بعدی تاريخ دقيقی در دست نمی‌باشد. اگرچه به نظر برخی از محققان مثل آكيموشكين لغت‌نامه نخست در سال 677 هجری نوشته شده است.
این فرهنگ بنا به گفته خود نویسنده برای یاری به ترک‌هایی نوشته شده که مشتاق آموختن فارسی بوده‌اند. مولف این اثر را چون تحفه‌ای به عاشقان و نوآموزان فارسی هدیه کرده است و به همین دلیل نام دیگر کتاب خود را تحفه‌العشاق گذارده است.
این کتاب شامل چهار قسمت است:
- مقدمه به عربی

- القسم الاول في الاسماء: شامل اسم‌های فارسی و ترجمه آن‌ها به ترکی
- القسم الثاني في الافعال: شامل مصادر فارسی و ترجمه آن‌ها به ترکی
- تتمه فيها القواعد و الامثله: شامل قواعد و دستور زبان فارسی به زبان ترکی

در هر بخش، جهت سهولت تلفظ اعراب واژگان مشخص شده است. و از توضیحات ساده به ترکی و بدون شاهد شعری استفاده شده است.
علاوه بر محمد نخجواني پسر كليه لغتنامه نويسان كلاسيك ازجمله لطف الله حليمي، نعمت الله رومي، رستم مولوي، قره حصاري و حسن افندي و خلف تبريزي و برخي از لغت نامه هاي متاخرتر تا سده هاي اخير (حتي دهخدا به‌طور غيرمستقيم) از لغتنامه " صحاح عجم" بهره برده اند.

## نسخه‌های خطی
آكيموشكين در مقاله‌اش كه از وجود 40 نسخه دستنويس از صحاح العجم خبر می دهد. در سالهاي اخير ابوالفضل قلي‌يف پس از تحقيقات مفصل در كتابخانه هاي جهان بيش از 100 نسخه
دستنويس "صحاح عجم" را شناسايي كرده و در مقاله اي مفصل ارائه كرده است.

### نسخه‌های خطی مهم شامل:[۲]
- دستنويس مجلس شورای اسلامی(شامل هر دو نسخه کبیر و مختصر) به شمره 17955
- دستنويس كتابخانه ملی تهران(نسخه مختصر) به شماره 5-5204
- دستنويس كتابخانه مركزی دانشگاه تهران(نسخه مختصر) به شماره 9265
- دستنويس كتابخانه واتيكان(نسخه مختصر) به شماره Borg.pers.12
- دستنويس كتابخانه دانشگاه ليدن(نسخه مختصر) به شماره or.638
- دستنويس كتابخانه دانشگاه ليدن به شماره ms.or.701
- دستنويس سوم در كتابخانه دانشگاه ليدن
- دستنويس كتابخانه ملی فرانسه(نسخه مختصر) به شماره turc198
- دستنويس كتابخانه ملی فرانسه به شماره turc256
- دستنويس براتيسلاوا(نسخه مختصر)
- نسخه دستنويس استانبول(نسخه مختصر) به شماره 4698
- دستنويس دانشکده الهيات دانشگاه آنكارا به شماره 36255
- دستنويس كتابخانه ملی تركيه به شماره 1/7457 06 Mil Yz A
- دستنويس كتابخانه سليمانيه كلكسيون مراد مولا شماره 1802
- دستنويس كتابخانه دانشگاه استانبول به شماره 1430
- نسخه لنینگراد
- نسخه برلین
- نسخه مصر
- نسخه پاکستان
- نسخه هند

## چاپ‌های معاصر

### صحاح العجم، به اهتمامغلامحسين بيگدلى، 1361، نشر دانشگاهی
غلامحسين بيگدلى صحاح العجم را توسط نشر دانشگاهي منتشر کرد. این چاپ سرشار از اغلاط املايي و معنايي بر اساس يك نسخه ناقص (نسخه براتيسلاو) بود.

### صحاح العجم، به اهتمام فیروز رفاهی علمداری،2024، فیروزان
به اهتمام فیروز رفاهی علمداری بر اساس 15 نسخه دستنویس مختلف، توسط نشر فیروزان منتشر شده است. این نشر شامل هر دو نسخه کبیر و مختصر کتاب می‌شود. 

### ھندوشاه نخجوانی ، صحاح العجميه، 1990 متن علمی و مقدمه و ضميمه بقلم جميله صادق اوا و طيبه علی عسکراوا، انستيتوی خاورشناسی فرھنگستان علوم جمھوری آذربايجان، اداره انتشارات شرق-غرب ، باکو
بر اساس سه نسخه سنت پترزبورگ، برلین و براتیسلاو تهیه شده است. اما تلفظ واژگان را درج نکرده است.

## تمایز از صحاح الفرس
در برخی منابع به دلیل شباهت نام و نزدیکی زمان تالیف صحاح العجم هندوشاه نخجوانی(پدر) و صحاح الفرس شمس‌الدین محمد نخجوانی(پسر)، این دو اثر یک کتاب تلقی شده اند. بعدها با کشف نسخ بیشتری از صحاح العجم که نام مولف مشخصا هندوشاه نخجوانی نوشته شده بود، این شبهه برطرف شد. در مقدمه جلد پنجم  فرهنگ نظام می خوانیم:
 "صحاح الفرس فرهنگ شعری قابل و در اهمیت تالی لغت الفرس" اما حیف که نسخش کمیاب است و در بعضی نسخ به جای صحاح الفرس که در نسخه من است صحاح العجم نوشته شده است."
حاج خلیفه، مؤلف كشف الظنون، در این باره چنین می نویسد:
 "لهندو شاة النخجواني المتوفى سنة ٧٣٠ رتبه على ترتيب الصحاح العربى وَ هُوَ مُختصرانِ : قَديمٌ وَ هُوَ معروف بدیرینه مختصر و جدید قال فيه لما رأيتُ أكثر كتب المشايخ المُدَوَّنَةِ بِلَغةِ الْمُرْسِ وَ كَانَ أكثر را غبيها غير فارس فَجَمَعْتُ مِنها عَلَى وَجهِ لا يَخْفَى وَ سَمِّيْتُهُ به لِكَوْنِهِ عَلَى أسلوب الصحاح العربيه " .
از دانشمندان معاصر شادروان علامه دهخدا از وجود آثار این پدر و پسر آگاه بوده و در این باره چنین میگوید:
"لغوى بودن پدر سبب شد که پسر نیز گویی در این میدان بزند و چون پدر صحاح العجم را نوشته او هم صحاح الفرس بنویسد"

## اشاره به کتاب در آثار دیگر
نعمت الله بن احمد الرومی در مقدمه لغت نعمت الله رومی كه درسال 947 تاليف كرده، به اين لغتنامه در دو شكل مختصر و كامل اشاره كرده است. نعمت الله در مقدمه لغتنامه اش مينويسد:
"... ناگاه بر خاطر فاتر اين بنده بی‌چاره و بی‌مايه اعنی به نعمت الله بن احمد بن مبارك الرومی خطور كرد كه از كتب‌های لغت فارسي لغت‌ها جمع كنم و كتابی سازم ازين بي‌چاره یادگار ماند و باشد كه كار كسی را بشايد. پس با بسيار كوشش از چندين لغات جمع كردم همچو اقنوم عجم و قاسميه لطف الله حليمي و وسيله المقاصد و لغت قره حصاري و صحاح عجم ديرينه مختصر و صحاح عجم جديد كبير و جز اينها از بسيار كتب چيدم"
ملا صالح بن محمد در مقدمه لغتنامه الدره قضيه في الغه التركيه كه در سال 990 هجری در مصر تاليف كرده است به صحاح العجم به عنوان يكی از ماخذ خود اشاره ميكند و مينويسد: 
"هذا الرساله ينف و ثلاثون كتابا في الغات المختلفه من عربي و تركي و عربي و فارسي و تركي و فارسي و تركي و نوايي و تركي و بهلوي مثل اختري الكبير و مرقات و نعمه الله و حليمي چلبي و صحاح العجم و صحاح البيان و جواهر العقود و ابن ملك و تحفه الادب و سلسه الذهب و دانستن و نصاب الصبيان و شرح السيد الشريف الجرجاني و نصاب الفتيان و نسخه شاهدي و تحفه حسام و لغات كلستان و ايضا ابيات الكلستان العربيه معا و شرحها و لغه تركييه و نواييه و لغات المثنوي ملا خنكار العربيه و مما من الله تعالي علي به في تحرير هذه الرساله...."
حسن افندی در لسان العجم لغتنامه فارسي به تركی، در مقدمه چنین می‌نویسد:
"اما بو حقير ناتوانك ماخذي فرهنگ جهانگيری مجمع الفرس و شرفنامة منيري تاليف ابراهيم قوام فاروقي و فرهنگ محمودي كه عزيز الوجود كتاب معتبردر و فرهنگ محمد هندوشاه نخجواني و صحاح عجم كبير و صغير و شرح كتاب "السامي في الاسامي" الميداني و "مقدمه الادب" العلامه الزمخشري و..."
كتاب شرح تحفه شاهدی تاليف محمد ابن ابراهيم عصمت در سنه 1113 هجری است. او در ذيل توصيف واژه زنخدان مينويسد: 
" زنخدان اكك كه چكه ده ديرلر ذقن معناسنه شامل الغه و صحاح عجم و نعم هالله ده اكك معناسنه اولديغي مسطور"

## انتساب نادرست به پیرعلی برکوی
در نسخه‌ای که در  كتابخانه آنكارا نگهداري ميشود و در سال 704 هجري استنساخ شده است، اين اثر به محمد بن پيرعلی بركوی منسوب شده است. در حالی‌كه پيرعلی بركوی در سال 928 به دنيا آمده است و نمی‌تواند مولف اين اثر باشد. از طرف ديگر بركوي هيچ اثری به فارسي ننوشته است و به جز وصيتنامه كليه آثارش را به زبان عربي نوشته است. طبق نظر محققان بركوی اولين اثرش را در سال 950 هجري تاليف كرده است. احمد كايلی در تز فوق ليسانش نشان می دهد كه كاتالوگ نويسان به خطا آثار متعددی را به نام محمد بن پيرعلی بركوی ثبت كرده اند كه مولف آن آثار اشخاص ديگري هستند و از جمله اين آثار "صحاح عجم" ميباشد.